# Sext Pompeu (vir doctus)
Sext Pompeu (en llatí Sextus Pompeius o Pompaeus Sex. F. Cn. N.) era fill de Sext Pompeu (gendre de Lucili) i de Lucília, el gran dels dos fills mascles del matrimoni. Formava part de la gens Pompeia.
No va obtenir mai cap de les altes magistratures, però va adquirir una gran reputació com a home molt intel·ligent. Ciceró l'elogia pels seus coneixement de jurisprudència, geometria i filosofia estoica. Va rebre el qualificatiu de vir doctus. Va estar, durant la guerra social, al campament del seu germà Gneu Pompeu Estrabó, però no se li coneix cap fet militar.